# أيو أكينولا
أيو أكينولا (بالإنجليزية: Ayo Akinola) (20 يناير 2000 ببرامبتون في كندا - ) هو لاعب كرة قدم أمريكي في مركز الهجوم.

## روابط خارجية
- أيو أكينولا على موقع الدوري الأمريكي (الإنجليزية)
- أيو أكينولا على موقع قاعدة بيانات كرة القدم.إي يو (الإنجليزية)
- أيو أكينولا على موقع ناشيونال فوتبول تيمز (الإنجليزية)
- أيو أكينولا على موقع Soccerway.com (الإنجليزية)
- أيو أكينولا على موقع عالم كرة القدم.نت (الإنجليزية)